# Hotel Caravelle
El Hotel Caravelle (en vietnamita: Khách sạn Caravelle Sài Gòn) está situado en la ciudad Ho Chi Minh, en el sur de Vietnam. El hotel abrió sus puertas al público el día de Nochebuena de 1959, cuando la ciudad era conocida como Saigón. Periodistas contemporáneos observaron el uso de mármol italiano, vidrio a prueba de balas y un "sistema de aire acondicionado y un generador privado Berliet." El moderno diseño del hotel fue la obra de un arquitecto vietnamita, Nguyen Van Hoa, un graduado de la École Supérieure des Beaux-Arts en Hanói.